# Matteo Martino
Matteo Martino (né le 28 janvier 1987 à Alexandrie) est un joueur italien de volley-ball. Il mesure 1,98 m et joue réceptionneur-attaquant. Il totalise 67 sélections en équipe d'Italie.

## Biographie
Il est le fils de Pierpaolo Martino, ancien joueur international italien de volley-ball dans les années 1970 et 1980.

## Clubs
| Club                   | De        | À         |
| ---------------------- | --------- | --------- |
| Piemonte Volley        | 2005-2006 | 2005-2006 |
| Pallavolo Crema        | 2006-2007 | 2006-2007 |
| Sparkling Volley Milan | 2007-2008 | 2007-2008 |
| Lube Macerata          | 2008-2009 | 2010-2011 |
| Pallavolo Modène       | 2011-2012 | 2011-2012 |
| Jastrzębski Węgiel     | 2012-2013 | 2012-2013 |
| Lube Macerata          | sep 2013  | fév 2014  |
| Montpellier UC         | mars 2014 | mai 2014  |

## Palmarès

### Club
- Challenge Cup (1)
  - Vainqueur : 2011
- Coupe d'Italie (2)
  - Vainqueur : 2006, 2009
- Supercoupe d'Italie (1)
  - Vainqueur : 2008
  - Finaliste : 2010

### Distinctions individuelles
- Meilleur marqueur et meilleur attaquant du Championnat du monde des moins de 21 ans 2007